# Población de derecho
La población de derecho (o de iure) es, para un determinado momento (generalmente un año censal), la población compuesta por personas empadronadadas en un lugar donde ejercen sus derechos civiles, incluso si no viven ahí.

## Distinción entre población de derecho y población de hecho
Se trata de una distinción de carácter jurídico-administrativo. Es habitual que ambas poblaciones —derecho y hecho— no coincidan en número.

### Población de derecho
La población de derecho es la empadronada en un lugar, población residente, y determina, entre otros aspectos, el lugar donde puede ejercer derechos políticos, como el voto.
Dentro de la población de derecho se establece la diferencia entre la población presente y la población ausente.

### Población de hecho
Se habla de población de hecho cuando se atiende a la ubicación real de una persona —normalmente cuando se hace un recuento población como el censo—, independientemente de si está empadronada o no en el lugar en que se encuentra.
Dentro de la población de hecho, se establece diferencia entre los residentes y los transeúntes, que son aquellos que aparecen en el recuento pero que en realidad son población de derecho en otra localidad.